# Chlamydia trachomatis
Chlamydia trachomatis ist ein intrazellulär lebendes gramnegatives Bakterium aus der Gattung Chlamydia, das sich als Energieparasit vom ATP der Zelle ernährt. Mit einer Größe von 0,5 µm zählt es zu den kleinsten Bakterien überhaupt.
Chlamydia trachomatis (CT) gehört in den USA und in Europa zu den am häufigsten sexuell übertragbaren Bakterien. 2005 wurde es als Hauptverursacher infektionsbedingter Sterilität beschrieben.

## Serotypen
Chlamydia trachomatis wird in verschiedene Serovare bzw. Genotypen unterteilt, diese unterscheiden sich hinsichtlich der Erkrankung, die sie auslösen.
In tropischer Umgebung erregen die Serotypen A, B und C von C. trachomatis das Trachom, eine Augeninfektion und häufige Erblindungsursache.
Die Serotypen D–K dagegen können eine akute Konjunktivitis (Bindehautentzündung, sog. Schwimmbadkonjunktivitis, da auch durch Badewasser übertragbar), Urethritis (Schleimhautentzündung der Harnröhre), Epididymitis (Nebenhodenentzündung), Proktitis (Entzündung des Mastdarms), Salpingitis (Eileiterentzündung) und Zervizitis (Gebärmutterhalsentzündung) verursachen.
Weiter gibt es noch die Serotypen L1, L2 und L3, welche das Lymphogranuloma venereum verursachen können.

## Chlamydien im Urogenitaltrakt
Genitale Chlamydia-trachomatis-Infektionen gehören zu den häufigsten sexuell übertragbaren Krankheiten. Die Erreger hier sind Chlamydia trachomatis Serovar D-K. Dabei sind die Chlamydien kokkoide, obligat intrazelluläre Bakterien, welche in urogenitalen Epithelzellen bestehen und sich darüber hinaus auch vermehren können.
Im Urogenitaltrakt rufen die Chlamydien-trachomatis eine Infektion hervor, die bei Frauen zu zwei Dritteln symptomlos und damit unerkannt bleibt. Beim Mann verursacht sie gelegentlich Entzündungen der Harnröhre mit klarem Ausfluss und ist sonst auch symptomlos. Chlamydieninfektionen sind mit Antibiotika gut behandelbar. Eine rechtzeitig behandelte Infektion zieht in der Regel keine Folgeschäden nach sich. Unbehandelte Infektionen jedoch können zu Unfruchtbarkeit führen. In Deutschland sind nach Schätzungen heute mehr als 100.000 Frauen durch unbehandelte chlamydienbedingte Infektionen ungewollt kinderlos, da die Erreger, wenn die Infektion nicht behandelt wird, jahrelang in den Eileitern persistieren und eine chronische Infektion der inneren weiblichen Genitalorgane hervorrufen können.

## These eines Zusammenhangs mit Arteriosklerose
In Gewebeproben von arteriosklerotischen Plaques wurden Chlamydien entdeckt. Es ist umstritten, ob Chlamydia pneumoniae Arteriosklerose verursacht, den Krankheitsverlauf beschleunigt oder nur ein Begleitphänomen darstellt. Die weitere Behandlung mit Antibiotika zur Sekundärprophylaxe ist nicht sicher indiziert.

## Therapie
Chlamydien-Infektionen sind gut behandelbar mit Tetracyclinen wie Doxycyclin, aber auch mit Erythromycin und anderen Makrolidantibiotika. Daneben sind auch Chinolon-Antibiotika erfolgreich einsetzbar (Levofloxacin, Ciprofloxacin sowie das weiterentwickelte Moxifloxacin). Speziell im Wirkspektrum auf Chlamydien erweiterte Chinolone sind Grepafloxacin und Sparfloxacin, die in Deutschland allerdings nicht mehr im Handel sind.
Die Behandlungsdauer beträgt in der Regel sieben Tage. Daneben besteht die Möglichkeit einer sog. „single-dose“ Therapie mit Azithromycin. Bezüglich der Wahlreihenfolge sind Tetracycline, Makrolide, dann ggf. Chinolone zu sehen. Die Therapie kann nur dann dauerhaft erfolgreich sein, wenn alle Sexualpartner mitbehandelt werden. In vielen Fällen besteht als Doppelinfektion zusätzlich eine Gonorrhoe, die mit den genannten Antibiotika ebenfalls behandelbar ist.
Zur Diagnostik siehe Artikel Chlamydien.

## Meldepflicht
In Deutschland ist der direkte oder indirekte Nachweis von Chlamydia trachomatis, sofern es sich um einen der Serotypen L1 bis L3 handelt, nichtnamentlich meldepflichtig nach § 7 des Infektionsschutzgesetzes (IfSG). Diese Meldepflicht betrifft in erster Linie die Leitungen von Laboren (vgl. § 8 IfSG). Darüber hinaus ist nach dem Recht Sachsens der direkte oder indirekte Nachweis von Chlamydia trachomatis nichtnamentlich meldepflichtig, soweit der Nachweis auf eine akute oder konnatale Infektion hinweist.
In der Schweiz ist der positive laboranalytische Befund für Laboratorien meldepflichtig und zwar nach dem Epidemiengesetz (EpG) in Verbindung mit der Epidemienverordnung und Anhang 3 der Verordnung des EDI über die Meldung von Beobachtungen übertragbarer Krankheiten des Menschen.